# 佐伯イチ
佐伯 イチ（さえき イチ、4月 - ）は、日本の漫画家・イラストレーター。女性。血液型はO型。

## 作品リスト
- 今日も待ちわびて（ガンガンONLINE）:第11回スクウェア・エニックスマンガ大賞入選作品
- ゆとりとなごむ（ガンガンONLINE）
- ナイショのマンガ家 となりのゆとりさん（ガンガンONLINE）
- サンタはじめました!（まんがタイムラブリー）
- ナノ・パラレリア (ぽにマガ)

### イラスト
- テーマ「自由」（ガンガンONLINE2010年11月11日）